# Manohar Joshi

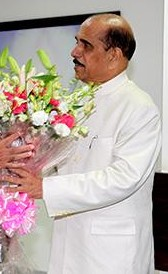
Manohar Joshi (2013)

Manohar Gajanan Joshi (Marathi und Hindi मनोहर गजानन जोशी; * 2. Dezember 1937 in Mandvi, Distrikt Raigad, Präsidentschaft Bombay, Britisch-Indien; † 23. Februar 2024 in Mumbai) war ein indischer Politiker des Shiv Sena (SHS), der sowohl Mitglied der Lok Sabha, des Unterhauses des indischen Parlaments, als auch Mitglied der Rajya Sabha, des Oberhauses des Parlaments, war. Er war ferner unter anderem zwischen 1976 und 1977 Bürgermeister von Bombay, von 1995 bis 1999 Chief Minister von Maharashtra sowie schließlich zwischen 2002 und 2004 als Speaker of the Lok Sabha Präsident des Unterhauses.

## Leben

### Bürgermeister von Bombay und Chief Minister von Maharashtra
Manohar Gajanan Joshi, Sohn von Gajanan Krishna Joshi und Saraswati Gajanan, absolvierte ein Studium an der University of Mumbai, das er mit einem Master of Arts (M.A.) beendete. Ein weiteres Studium der Rechtswissenschaften an der University of Mumbai schloss er mit einem Bachelor of Laws (LL.B.) ab. Seine politische Laufbahn begann er für die am 19. Juni 1966 von Bal Thackeray gegründete radikale hindu-nationalistische Shiv Sena (SHS), die er zwischen 1968 und 1979 als Mitglied im Stadtrat von Bombay vertrat. Zugleich war er zwischen 1972 und 1989 für drei Legislaturperioden Mitglied des Legislativrates (Maharashtra Legislative Council), des Oberhauses des Parlaments des Bundesstaates Maharashtra. Als Nachfolger von N. D. Mehta übernahm er 1976 das Amt als Bürgermeister von Bombay, das er bis zu seiner Ablösung durch Murli Deora 1977 innehatte. 1990 wurde er Mitglied der Legislativversammlung (Maharashtra Legislative Assembly), dem Unterhaus des Parlaments des Bundesstaates, und gehörte diesem für vier Legislaturperioden bis 1999 an. Zu Beginn seiner dortigen Tätigkeit war er von 1990 bis 1991 als Leader of Opposition Oppositionsführer.
Als Nachfolger von Sharad Pawar vom Indischen Nationalkongress (INC) wurde Manohar Joshi am 14. März 1995 Chief Minister von Maharashtra und bekleidete dieses Amt bis zum 31. Januar 1999, woraufhin sein Parteifreund Narayan Rane seine Nachfolge antrat. Er war damit der erste Chief Minister dieses Bundesstaates seit der Unabhängigkeit Indiens am 15. August 1947, der nicht dem INC angehörte. Zugleich fungierte er zwischen 1995 und 1999 auch als Leader of House und damit als Mehrheitsführer in der Legislativversammlung. Er wurde international bekannt, als er zunächst mit der Kündigung eines von der vorherigen Regierung der Kongresspartei abgeschlossenen Stromprojektvertrages drohte, der an eine Tochter des in den USA ansässigen Energiekonzerns Enron vergaben war. Diesen verhandelte er später neu. Das Projekt war ein wegweisender Maßstab für das 1991 gestartete indische Wirtschaftsreformprogramm, um ausländische Investoren zu werben.

### Lok Sabha-Mitglied, Unionsminister, Sprecher der Lok Sabha und Rajya Sabha-Mitglied

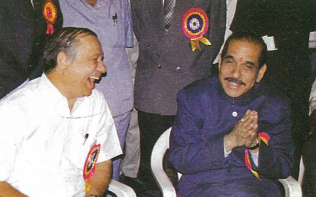
Joshi (rechts) mit dem Bankier und früheren Vizepräsidenten des Board of Control for Cricket in India (BCCI) Dnyaneshwar Agashe.

Bei der Wahl zwischen dem 5. September und 4. Oktober 1999 wurde Manohar Joshi für die Shiv Sena im Wahlkreis Mumbai-North-Central als Mitglied der Lok Sabha gewählt, des Unterhauses des indischen Parlaments. Dieser gehörte er bis zur Wahl zwischen dem 20. April 2004 und dem 10. Mai 2004 an. Im Kabinett Vajpayee III übernahm er daraufhin am 13. Oktober 1999 den Posten als Minister für Schwerindustrie und öffentliche Unternehmen und hatte diesen bis zum 9. Mai 2002 inne, woraufhin Balasahib Vikhe Patil am 2. Juli 2002 seine Nachfolge antrat.
Am darauf folgenden Tag übernahm Joshi am 10. Mai 2002 von G. M. C. Balayogi das Amt des Speaker of the Lok Sabha und war damit bis zu seiner Ablösung durch Somnath Chatterjee am 4. Juni 2004 Präsident des Unterhauses. In dieser Funktion war er zugleich kraft Amtes auch Vorsitzender des Unternehmensberatungsausschusses, des Geschäftsordnungsausschusses, des Ausschusses für allgemeine Angelegenheiten sowie des Ständigen Ausschusses der Präsidenten der Legislativen Indiens. Darüber hinaus fungierte er auch als Präsident der Indischen Parlamentariergruppe, der nationalen Gruppe der Interparlamentarischen Union (IPU) sowie der indischen Gruppe Parlamentarischen Gesellschaft des Commonwealth of Nations.
Aus seiner am 14. Mai 1959 geschlossenen Ehe mit Anagha Manohar Joshi gingen ein Sohn sowie zwei Töchter hervor.